# Peaceful World
Peaceful World är ett musikalbum som lanserades som dubbel-LP av The Rascals 1971. Det var gruppens åttonde studioalbum och det första man gjorde efter att ha lämnat Atlantic Records till förmån för Columbia Records.
Innan albumet började spelas in hade både gruppens sångare Eddie Brigati, och gruppens gitarrist Gen Cornish lämnat The Rascals. Kvar var nu två originalmedlemmar, Felix Cavaliere och trummisen Dino Danelli. Albumet var betydligt mer inspirerat av jazzmusik än gruppens tidigare skivor som drog åt soulmusik. Kommersiellt sett blev albumet ingen storsäljare, och albumets singel "Love Me" stannade på nittiofemte plats på Billboard Hot 100-listan.

## Låtlista
1. "Sky Trane" – 5:47
2. "In and out of Love" – 3:13
3. "Bit of Heaven" – 3:30
4. "Love Me" – 3:48
5. "Mother Nature Land" – 3:31
6. "Icy Water" – 4:31
7. "Happy Song" – 3:42
8. "Love Letter" – 5:27
9. "Little Dove" – 6:30
10. "Visit to Mother Nature Land" – 5:04
11. "Getting Nearer" – 8:57
12. "Peaceful World" – 21:25

## Listplaceringar
- Billboard 200, USA: #122[1]